# Asmae Leghzaoui
Asmae Leghzaoui (sinh ngày 30 tháng 8 năm 1976 tại Fes) là một vận động viên chạy cự ly trung bình ở Ma-rốc. Cô là một vận động viên Thế vận hội hai lần cho Maroc.
Vào năm 1999, Leghzaoui đã tạo ra một bước đột phá bằng cách cải thiện 3000 mét cá nhân tốt nhất của mình trong một phút và phá kỷ lục Thế giới cho cuộc đua đường 10K. Cô đứng thứ bảy trong cuộc đua ngắn của phụ nữ tại Giải vô địch quốc gia xuyên quốc gia IAAF năm 1999, dẫn dắt người Ma rốc giành huy chương đồng trong cuộc thi đồng đội. Trên đường đua, cô đã chạy trong 10.000 mét tại Giải vô địch thế giới về điền kinh năm 1999, nhưng không hoàn thành cuộc đua. Năm 2000, cô đã giành chiến thắng trong cuộc gặp gỡ xuyên quốc gia Cinque Mulini và lấy 5000   m tiêu đề theo dõi tại Giải vô địch châu Phi năm 2000 về điền kinh vào cuối năm đó.
Cô đã giành huy chương vàng trong 10.000 mét và một bạc trong 5000 m tại Đại hội Thể thao Địa Trung Hải 2001. Cô đại diện cho Morocco tại Giải vô địch thế giới năm 2001 về điền kinh và đứng thứ bảy trong số 10.000   m cuối cùng. Cô đã giành được New York Mini 10K vào năm 2002, thiết lập thời gian kỷ lục khóa học. Cô đã thất bại trong cuộc thử nghiệm ma túy cho EPO năm 2003, nhưng sau lệnh cấm hai năm, cô đã trở lại đường đua quốc tế.
Leghzaoui đã có một chuỗi chiến thắng trên đường đua ở Hoa Kỳ vào tháng 5 năm 2005, giành các danh hiệu tại Lilac Bloomsday Run, Bay to Breakers và Freihofer's Run for Women. Cô bảo đảm cả 5000   m và 10.000   m huy chương bạc cho Morocco tại Đại hội Thể thao Địa Trung Hải năm 2005. Năm 2007, cô hoàn thành thứ mười sáu tại Giải vô địch thế giới 2007. Cô đã chạy tại Thế vận hội Bắc Kinh 2008 nhưng không hoàn thành trong 10.000   m chủng tộc. Cô đã giành chiến thắng trở lại tại National Capital Marathon ở Ottawa từ năm 2008 đến 2009.
Cô đã giành chiến thắng trong cuộc thi bán marathon tại cuộc thi Marrakesh Marathon 2011, hoàn thành cuộc đua trong thời gian kỷ lục của cuộc thi là 1:10:47.